# Німецька Есперанто-Молодь
Німецька Есперанто-Молодь (есп. Germana Esperanto Junularo, GEJ) — національна організація молодих есперантистів Німеччини, німецька секція Всесвітньої Есперантистської Молодіжної Організації (TEJO), член-засновник Робочої спільноти «Нові демократичні молодіжні об'єднання», член Німецької Федеральної Молодіжної Ради.

## Витоки
В 1930-х роках усі есперанто-організації були заборонені, тому після закінчення Другої світової війни необхідно було створювати рух з чистого аркуша. У 1947 році Горст Кліман починає об'єднувати молодих німецьких есперантистів у молодіжну секцію Німецької Есперанто-Асоціації (GEA). Наступного року на 26-му Німецькому Есперанто-Конгресі Клімана було обрано головою секції, а також прийнято її статут.
У 1950 році у місті Констанц було проведено 6-й Міжнародний молодіжний конгрес есперанто.
4 жовтня 1951 року стало датою народження окремої молодіжної есперантистської організації — Німецької Есперанто-Молоді.

## Молодіжний есперанто-рух вФРНіНДР
У грудні 1957 — січні 1958 року GEJ організувала в Майнці Міжнародний семінар. Він носив назву «Культурні, політичні та економічні питання європейського єднання». Пізніше Міжнародні семінари на різні теми проводилися щороку (до грудня 2008 — січня 2009 року).
Наприкінці 1970-х GEJ запровадила програму, яка дозволила молодим німцям з ФРН їздити до Польщі, при цьому звільнивши їх від обов'язкового обміну валюти.
GEJ 1970-х та 1980-х років не обмежувала лише обговорюванням мовних питань, часто піднімала політичні проблеми. Майданчиком для цього було, насамперед, періодичне видання «GEJ-gazeto», засноване у 1979 році Томасом Борманом.
В НДР діяльність молодих есперантистів координувалася державою. «Молодіжна комісія Центральної робочої групи з есперанто» підтримувала зв'язки з Вільною Німецькою Молоддю (аналог комсомолу) та приєдналися в 1971 році до Всесвітньої Есперантистської Молодіжної Організації. У 1990 році виникла незалежна «Esperanto-Junularo de GDR», яка в грудні того ж року злилася з GEJ.

## GEJ після 1990 року
Федеральне міністерство у справах сім'ї, людей похилого віку, жінок та молоді Німеччини відзначило успіхи у галузі міжнародної молодіжної роботи за 1993 рік визнанням GEJ як носія безкорисного благополуччя молоді згідно з пунктом 75 Закону про добробут дітей та молоді. Відтепер GEJ змогла розширити та вдосконалити свої пропозиції для власних членів за рахунок федерального гранту.
Після об'єднання двох молодіжних есперанто-організацій спочатку існували окремі відділення в Бонні та Берліні. Починаючи з 1994 року GEJ повністю переїжджає до Берліна.
У 1996 році організацією було придбано домен esperanto.de, який з тих пір використовується спільно з Німецькою Есперанто-Асоціацією. З 2003 року «Kune» починає виходити в електронній формі. Усі раніші публікації було оцифровано.
З 2009 року формат Міжнародних семінарів було трансформовано у Молодіжні Есперанто-Тижні. Ці заходи проводяться у співпраці з Польською Есперанто-Молоддю і відбуваються поперемінно в одній з двох країн.
На даний час в організації перебуває біля 130 членів.